# Унежма (селище)
Унежма (рос. Унежма) — селище в Онезькому районі Архангельської області Російської Федерації.
Населення становить 342 особи. Входить до складу муніципального утворення Золотухське поселення.

## Історія
Від 2004 року входить до складу муніципального утворення Золотухське поселення.

## Населення
| 2002 | 2010 | 2012 |
| ---- | ---- | ---- |
| 417  | ↘320 | ↗342 |